# Északnyugati városrész
Az Északnyugati városrész (egykori nevén, 1967-től a rendszerváltásig – Kaposvár orosz testvérvárosáról, a mai Tverről elnevezve – Kalinyin lakótelep) Kaposvár egyik városrésze, amely a megyeszékhely belvárosától északnyugatra helyezkedik el. Kaposvár legsűrűbben lakott területe, főként 1950 után épült nagyvárosi jellegű társasházakkal, északi részén családi házas beépítéssel. Az északkeleti szélén helyezkedik el a Zaranyi lakótelep.
A városrész központjában található a Dunántúl legnagyobb lakóépülete, a 330 lakásos Sávház, amelyben több mint 1000 ember él. Mellette épült fel 1974-ben a kétszintes Zselic Áruház (Skála), amely - a Somogy Áruház mellett - a város első modern bevásárlóközpontja volt.

## Közlekedés
A terület jó közlekedési adottságokkal rendelkezik. Főbb útjai a Honvéd utca, a 48-as ifjúság útja (610-es főút), a Füredi utca (67-es főút), az Arany János utca és a Kisfaludy utca. Ezeken az útvonalakon mindig élénk a forgalom és sűrű a buszközlekedés. A városrész jó elhelyezkedése miatt a Belváros gyalogosan is könnyen elérhető.

### Tömegközlekedés
Az Északnyugati városrészt az alábbi helyi járatú buszok érintik:
| Járatszám | Útvonal |
| --------- | --- |
| 1         | Helyi autóbusz-állomás - Berzsenyi u. - Füredi u. csp. - Hajnóczy u. - Raktár u.                                                                   |
| 9         | Helyi autóbusz-állomás - Virág u. - Pázmány P. u. - Arany J. tér                                                                                   |
| 10        | Helyi autóbusz-állomás - Tallián Gy u. - Kórház - Füredi u. csp. - Laktanya                                                                        |
| 11        | Helyi autóbusz-állomás - Berzsenyi u. - Füredi u. csp. - Volán-telep - Kaposfüred                                                                  |
| 11Y       | Helyi autóbusz-állomás - Berzsenyi u. - Füredi u. csp. - Volán-telep - Kaposfüred, vasútállomás                                                    |
| 12        | Helyi autóbusz-állomás - Bethlen tér - Honvéd u. - Sopron u.                                                                                       |
| 13        | Helyi autóbusz-állomás - Berzsenyi u. - Füredi u. csp. - Mátyás király u. - Kecelhegy - Cseri út - Helyi autóbusz-állomás                          |
| 20        | Tóth Á u. - Füredi u. csp. - Mező u. csp. - Videoton                                                                                               |
| 20A       | Raktár u. - Füredi u. csp. - Mező u. csp. - Videoton                                                                                               |
| 23        | Laktanya - Füredi u. csp. - Kisgát - Villamossági Gyár - Kaposvári Egyetem                                                                         |
| 26        | Laktanya - Losonc köz - ÁNTSZ - Mező u. csp. - Videoton - NABI                                                                                     |
| 27        | Laktanya - Füredi u. csp. - Kisgát - Hősök temploma - Kométa                                                                                       |
| 31        | Helyi autóbusz-állomás - Berzsenyi u. felüljáró - Cseri út - Kecelhegy - Mátyás király u. - Füredi u. csp. - Berzsenyi u. - Helyi autóbusz-állomás |
| 91        | Helyi autóbusz-állomás - Arany J. tér - Füredi u. csp.                                                                                             |

## Intézmények
- Petőfi utcai bölcsőde
- Nemzetőr sori bölcsőde
- Nemzetőr sori óvoda
- Petőfi utcai óvoda
- Honvéd utcai óvoda
- Honvéd utcai általános iskola
- Kisfaludy utcai általános iskola
- Petőfi Emlékkönyvtár
- SzocioNet Egyesített Szociális és Gyermekjóléti Intézmény
- Orvosi rendelők

## Kereskedelem
Nagyáruházak, kiskereskedők és szakboltok egyaránt megtalálhatók a városrészben. A Honvéd utcán nyílt meg évtizedekkel ezelőtt Kaposvár egyik első éjjel-nappali üzlete. Az Arany János térnél épült fel a környék piaca, amelynek a vásárcsarnokát 1997-ben adták át. A városrész átépítése során már az 1960-as, 1970-es években megjelentek a jelentős, városi, megyei és regionális piaccal bíró áruházláncok a környéken (Domus, Csemege-Julius Meinl, Billa). 1974-ben épült fel a kétszintes Zselic Áruház (Skála áruház), amely - a Somogy Áruház mellett - a város első modern bevásárlóközpontja volt. A mellette található Szolgáltatóházban OTP Bank, ruha- és vegytisztító, orvosi rendelők, gyógyszertár, ügyfélszolgálatok, szakboltok és vendéglátóipari egységek vannak. 2011-ben adták át a CBA Cent Bevásárlóközpontot, amely üzleteivel, postahivatalával és éttermével a városrész legnagyobb és legmodernebb üzletháza lett.

## Szabadidő
A közelben található a Berzsenyi park, a Városliget, illetve a Városi Sportcsarnok és Intézményei, a Jégcsarnok és a Matula Tanya is. Ezeken kívül edzőtermek, a házak közötti zöldövezetek, játszóterek és kültéri tornaszerek is biztosítják a kikapcsolódás lehetőségét. 2014-ben a városrész közterületei jelentős felújításon estek át.

## Zaranyi lakótelep

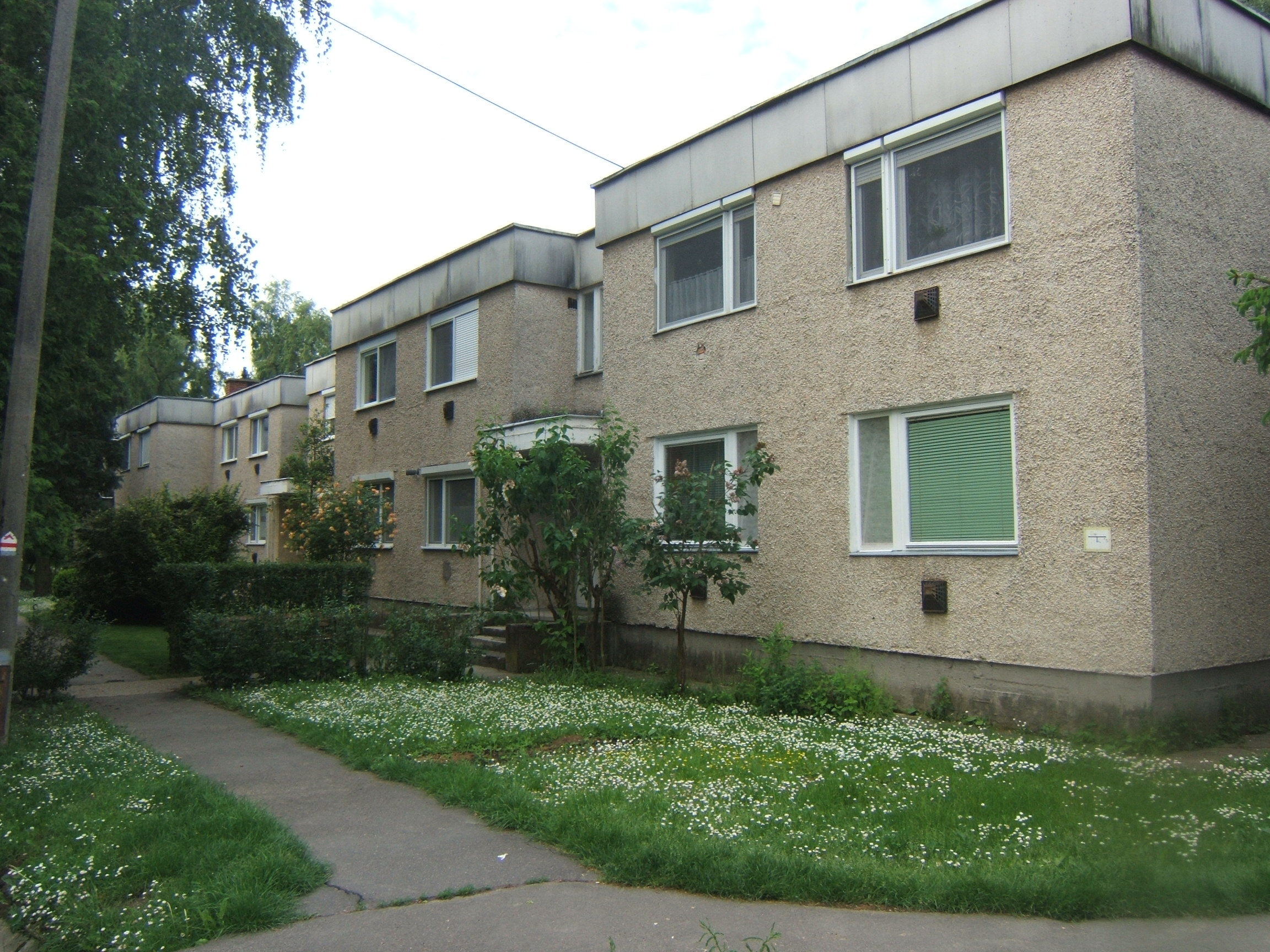
Tipikus ház a Zaranyi lakótelepen

Az Északnyugati városrésztől északkeletre helyezkedik el a Zaranyi lakótelep, amely egy 2012-es felmérés szerint Magyarország legdrágább lakótelepeinek egyike volt. Lakófunkciójú terület, távol a város zajától, főként 1974-ben épült 2 és 4 emeletes panelházakkal és sok zöldterülettel.